# Josef Nágr
Josef Nágr (31. prosince 1918 Trnová – ???) byl český a československý politik Komunistické strany Československa, ministr zemědělství České socialistické republiky, ministr zemědělství a výživy ČSSR a poslanec Sněmovny lidu Federálního shromáždění za normalizace.

## Biografie
Po provedení federalizace Československa byl ministr zemědělství České socialistické republiky v letech 1971–1976 v druhé vládě Josefa Korčáka. Roku 1976 pak přešel na post ministra zemědělství a výživy ČSSR, který zastával v letech 1976–1983 v druhé vládě Lubomíra Štrougala, třetí vládě Lubomíra Štrougala a čtvrté vládě Lubomíra Štrougala.
Ve volbách roku 1976 usedl do Sněmovny lidu (volební obvod č. 109 - Znojmo-Třebíč, Jihomoravský kraj). Ve Federálním shromáždění setrval do konce funkčního období, tedy do voleb roku 1981.